# 슐레지셰스 토어역
슐레지셰스 토어역(U-Bahnhof Schlesisches Tor)은 베를린 프리드리히스하인크로이츠베르크구 크로이츠베르크에 있는 U1, U3의 역이다. 19세기 중순에 철거된 베를린 관세 장벽(Akzisemauer)의 슐레지엔 문(Schlesisches Tor) 자리 근처에 역사가 설치되었다.

## 개요

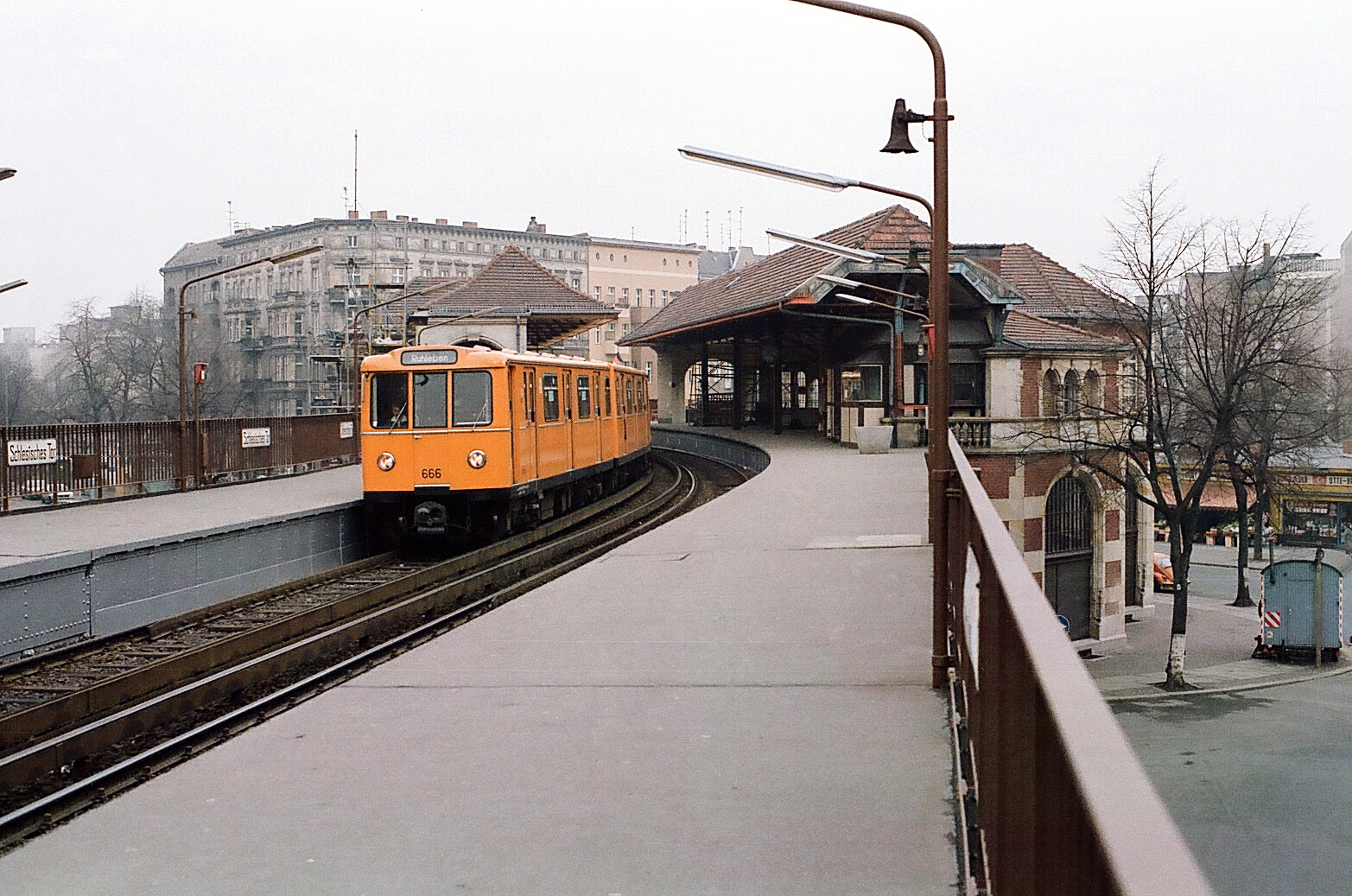
1984년 역 승강장

이 역은 오버바움교 인근의 크로이츠베르크 동부에 위치해 있으며, 흔히 SO36(이전의 우편번호에서 따온 이름)으로 알려진 보헤미안 지구에 있다. 이 역은 18세기 초에 지어진 베를린의 옛 성문 중 하나에서 따온 이름인데, 그 문을 통과하는 도로는 동남쪽으로 이어져 실레시아 지방까지 이어져 있었다.
슐레지셰스 토어역은 1966년 조지 시걸과 알렉 기네스 주연의 첩보 영화 "비밀첩보원 퀼러(The Quiller Memorandum)"에 나오는 분위기 있는 장소였다.

## 역사

### 초기 역사
1897년 고가 도시철도 구간이 착공하면서 1899년에 슐레지셰스 토어역이 착공하여 1901년에 완공되었다. 지멘스 건축 사업부는 표준화된 고가역사로 건설한 대부분의 역과는 다르게 이 역사를 대상으로 건축 공모전을 개최했다. 한스 그리제바흐(Hans Grisebach)와 게오르크 딩크라게(Georg Dinklage)의 안이 당선되었다. 역사는 다각형 형태로 설계했으며, 네오르네상스 디자인 요소와 당시 시대상에 어울리는 벽돌 파사드로 설계되었다. 역 하부 공간에는 대형 대합실이 있었으며, 개통 당시에는 Torkrug 식당, 빵집, 그 외 작은 가게가 자리잡고 있었다. 역사 남쪽에는 작은 양파형 돔이 있는 탑이 건설되었으며, 탑 위에는 프랑스 파리에서 제작된 것으로 추정되는 소형 풍향기가 설치되어 있다. 풍향기에는 지멘스 운트 할스케를 상징하는 "S"자와 "H"자가 부착되어 있다.
개통 이후 승객이 증가하면서 일부 구조가 변경되었다. 1914년에는 레스토랑 테라스 공간에 천장이 설치되었고, 1926년부터 1929년까지는 승강장 상부가 확장되었다.
제2차 세계 대전 당시 연합군의 베를린 폭격에 역사가 파괴되었으나, 1945년 4월까지는 열차가 정상적으로 운행했다. 1945년 4월 22일부터는 전력 부족으로 영업을 중단했다. 1945년 6월 11일에는 파괴된 부분을 간단하게 재건축하여 역사 영업이 재개되었다. 코트부서 토어-슐레지셰스 토어역 단선 셔틀 영업을 위해서 남쪽 승강장에서 회차할 수 있도록 역 서쪽에 건넘선이 설치되었다. 북쪽 승강장은 1947년까지 사용할 수 없었고 1945년 10월 14일 바르샤우어 슈트라세역까지 개통되었을 때에도 해당 구간은 단선으로 운행해야 했다. 1947년 4월 27일 전 구간이 복구되었다.
정치적 상황이 변하면서 서베를린의 마지막 역에서 회차할 수 있도록 역 동쪽 승강장에 양방향 건넘선을 설치했다. 1953년 동독 봉기 당시에는 이 역까지만 운영했다. 베를린 장벽이 건설된 1961년 8월 13일 이후에는 더 이상 열차가 오버바움교(Oberbaumbrücke)를 건너지 못하면서 이 역이 서베를린 노선의 종착역이 되었다. 1962년에는 승강장 길이를 17 m 연장하여 총 109 m가 되었다. 1980년에는 베를린의 건축유산으로 지정되었다. 1984년 국제건축전시회 및 1987년 베를린 750주년 기념 행사를 위해서 역사의 원형을 살리면서 재건축되었다. 이 과정에서 출입구 부분의 철제 천장이 복원되었다.
과거 식당이 있었던 곳에는 1981년까지 카우프하우스 암 토어(Kaufhaus am Tor, 약어 Kato)가 입주했다.
독일의 재통일 이후 오버바움교를 다시 건널 수 있게 되면서 더 이상 종착역이 아니게 되었고, 역 동쪽에 있었던 건넘선도 철거되었다. 2000년에는 승강장에 점자 블록이 설치되어 있다. 2012년에는 과거 Kato 자리에 클럽 Bi Nuu가 입주했다.
2018년 5월 7일부터 U3 노선이 운행하기 시작했다.

## 환승
슐레지셰스 토어역에서 265번 버스로 갈아탈 수 있으며, 이 버스는 메르키셰스 무제움역을 경유하여 슈타트미테역에서 베를린 남서부 트레프토쾨페니크구의 쇠네바이데역까지 운행한다.
이 역은 또한 N1(헬싱포르스 광장 - U 놀렌도르프플라츠역 - S+U 동물원역), N65(S 하케셔 마르크트역 - 푸슈킨알레 - 뮈겔슐뢰스헨베크) 야간 버스도 운행된다.

## 인접 철도역
| 베를린 지하철 1호선            | 베를린 지하철 1호선 | 베를린 지하철 1호선      |
| ------------------------------ | ------------------- | ------------------------ |
| 괴를리츠역 울란트슈트라세 방면 | U1                  | 바르샤우어 슈트라세 방면 |
| 베를린 지하철 3호선            |                     |                          |
| 괴를리츠역 크루메 랑케 방면    | U3                  | 바르샤우어 슈트라세 방면 |